# Вогнегуз діамантовий
Вогнегуз діамантовий (Stagonopleura guttata) — вид горобцеподібних птахів родини астрильдових (Estrildidae). Ендемік Австралії.

## Поширення
Вид поширений на південному сході Австралії від південно-східного Квінсленда до півострова Ейр (Південна Австралія) у смузі приблизно до 300 км від моря. Колись його ареал поширювався на північ Квінсленда вглиб країни від Кардвелла, але тепер птах трапляється лише на крайньому півдні штату. Вид зник з багатьох частин Нового Південного Уельсу та Вікторії, а птахи в Південній Австралії були розділені на три ізольовані субпопуляції (півострів Ейр, гора Лофті до хребтів Південного Фліндерса та південний схід штату) з кількома записами з півострова Йорк за останнє десятиліття.
Мешкає в евкаліптових, акацієвих або казуаринових лісах, відкритих лісах та інших слаболісних місцях існування, включаючи сільськогосподарські угіддя та луки з розкиданими деревами, де віддає перевагу місцевостям із відносно низькою щільністю дерев, невеликою кількістю колод і невеликою кількістю сміття.

## Опис
Птах завдовжки до 12 см. Тіло кремезної статури з міцним конічним дзьобом і великою головою. Оперення сіре на лобі, тімені, потилиці та спині, а на крилах — сірувато-буре, з тенденцією до потемніння по краях. Горло, живіт і підхвістя білі, а груди — чорні, і це забарвлення поширюється на боки, які поцятковані білим. Хвіст і смуга, що йде від основи дзьоба до ока, також чорні, утворюючи щось на кшталт маски. Верхня частина хвоста карміново-червона. Дзьоб коралово-червоний, очі темно-коричневі з чітко помітним колом навколо очей насичено-рожевого кольору. Ноги тілесного кольору.

## Спосіб життя
Це денні птахи, які, як правило, зграйні, дуже жваві, і пересуваються зграями з кількох десятків особин, які розсіюються вдень у пошуках їжі, залишаючись переважно на землі, а вночі вони досягають своїх гнізд, де відпочивають. Раціон включає велику різноманітність дрібного насіння, яке збирає на землі або безпосередньо з рослин і роздрібнює міцним дзьобом. Також харчується пагонами, ягодами, фруктами та насінням, а також дрібними літаючими комахами.
Ці птахи за сприятливих кліматичних умов здатні до розмноження протягом усього року, однак у природі розмноження, як правило, відбувається між вереснем і квітнем і між серпнем і січнем. Гніздо будують обидва партнери, при цьому самець піклується про пошук будівельного матеріалу (головним чином травинки, а також пір'я, папір і волокнистий матеріал рослинного походження), а самиця плете його, щоб утворити еліптичну структуру з бічними отворами. Гніздо розташоване в гущі кущів приблизно в одному метрі від землі. Всередині нього самиця відкладає 4—6 білих яєць, які висиджує по черзі з самцем близько двох тижнів. Пташенята сліпі та неоперені при народженні, їх годують і доглядають обидва батьки протягом приблизно трьох тижнів, після чого вони готові вилітати, але зазвичай залишаються ще принаймні два тижні біля гнізда, і спорадично просять їжі у батьків, які часто тим часом готуються виростити новий виводок.